# Hammarvika
Hammarvika is een plaats in de Noorse gemeente Frøya, provincie Trøndelag. Hammarvika telt 445 inwoners (2007) en heeft een oppervlakte van 0,88 km². Het dorp ligt bij de ingang van de Frøyatunnel due het eiland verbindt met Dolmøy in de gemeente Hitra.